# Medgyessy-Kovács Gyula
Medgyessy-Kovács Gyula (Debrecen, 1963. december 20. –) magyar festőművész.

## Élete
A 2000-es évek első évtizedében Solymáron lakott, jelenleg Szentendrén él. Édesapja rajztanár volt, édesanyja is sokat festett, anyai ágon közeli rokonságban áll Medgyessy Ferenc szobrászművésszel, úgyhogy a családi háttér meghatározó volt számára a pályaválasztását illetően. 
Viszonylag későn, 24 évesen iratkozott be a budapesti Képzőművészeti Főiskolára, amit 1987–1991 között végzett el – mesterei Klimó Károly és Sváby Lajos voltak. 
Festészeti tanulmányai mellett jazz-zongorát és zeneszerzést is tanult Binder Károlytól, több mint két évtizeden át tevékenykedett aktív jazz-zongoristaként, 2003-ban egy szólólemeze is megjelent, zenei világára főleg Keith Jarrett hatott.

## Festői pályája
Első jelentősebb egyéni kiállítását még diákként tartotta a Képzőművészeti Főiskola Barcsay Termében, azóta elsősorban a fővárosban, a hajdúsági városokban, továbbá Sopronban valamint 2011 előtti lakóhelyén, Solymáron és jelenlegi szűkebb pátriájában, Szentendrén szervezett egyéni kiállításokat. Saját műteremházat és kiállítótermet tart fenn Balatonfüreden és mintegy húsz munkája található meg Magyarország talán legnagyobb magánkollekciójában, a Körmendi-Csák Gyűjteményben.
Festői világlátására jelentős hatással volt a velencei reneszánsz, ezen belül is elsősorban Giovanni Bellini világa, saját expresszív festői stílusa ugyanakkor meglehetősen egyéni: ecset nélkül, kézzel fest, közvetlenül a tubusból, erős gesztusokkal, tónusokkal, színekkel építkezik. Absztrakt gesztusokkal komponál, amelyek összességében mégis figurális képet eredményeznek; közelről szinte kivehetetlenek a formák, nem mutatnak motívumokat, távolabbról nézve viszont összeállnak és rendkívül szuggesztív kompozíciót képeznek. Legismertebbek az élénken vibráló zenei témájú képei – ilyen képeket már főiskolásként festett –, de mivel közel áll hozzá a vallás, meghatározó a festészetében a vallási motívumok megjelenése is.

## Képgaléria

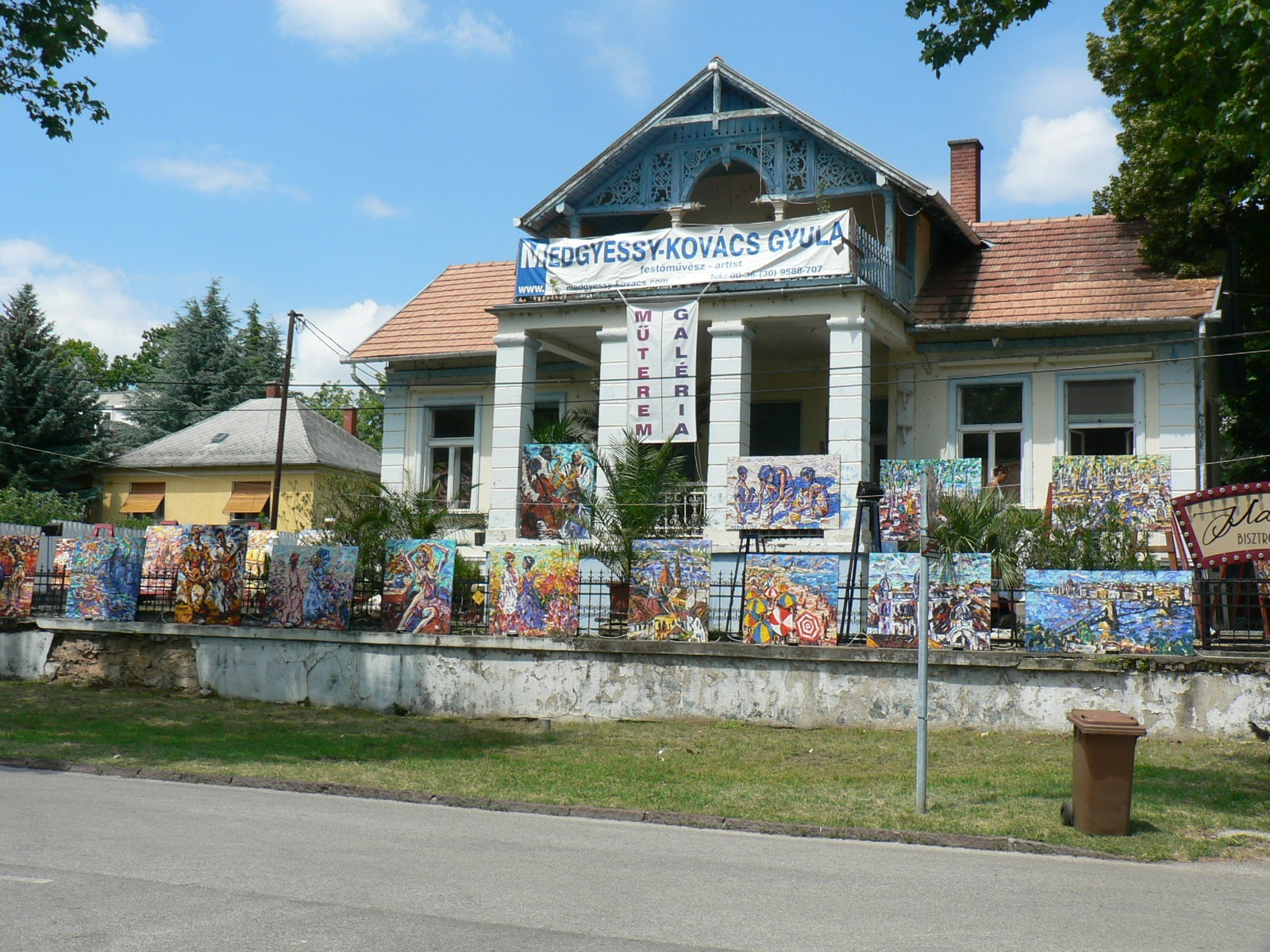
Medgyessy Kovács Gyula galériaháza Balatonfüreden
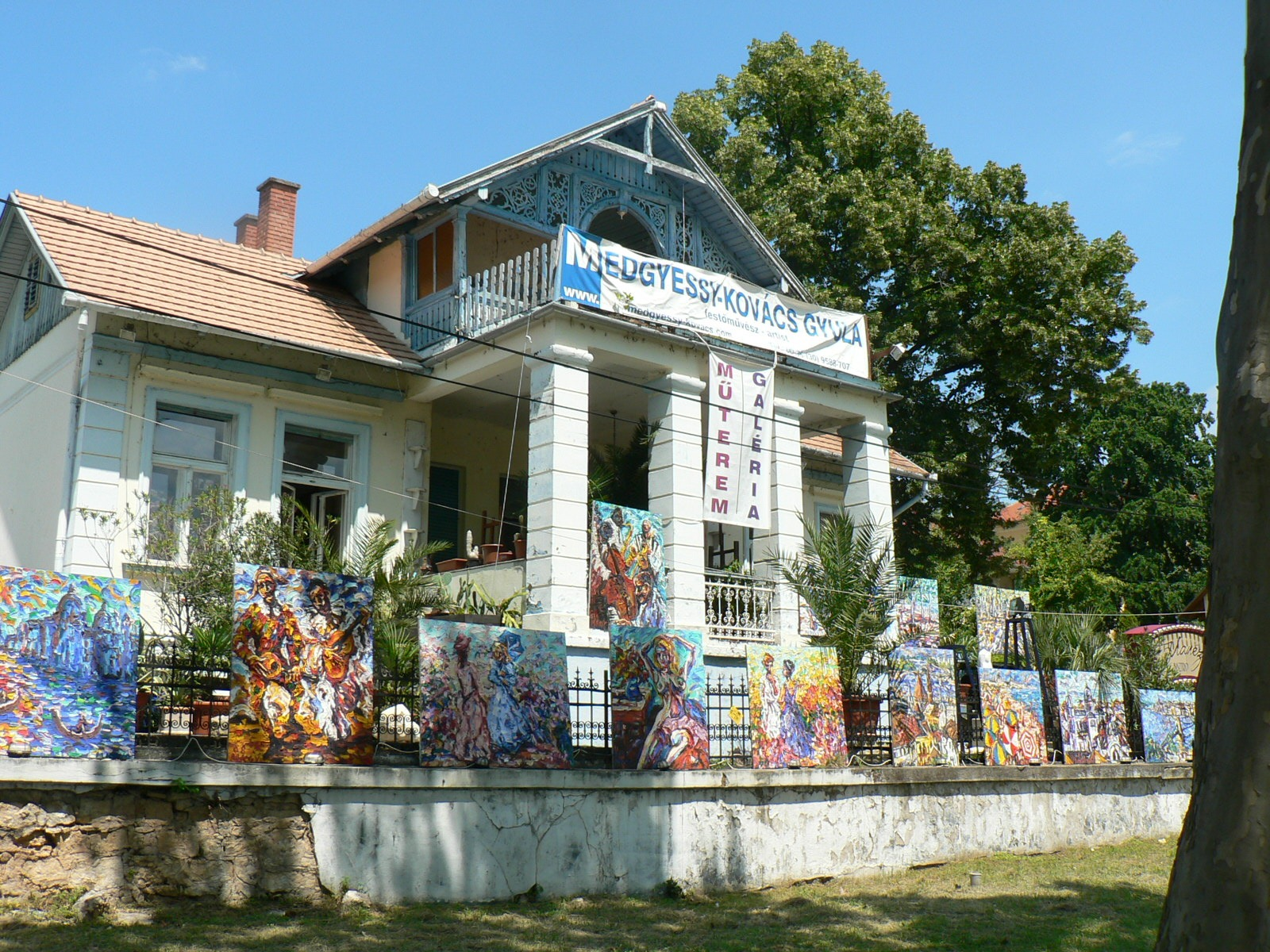
Balatonfüredi galériaháza szabadtéri kiállítással